# 龚蓓苾
龚蓓苾（1978年2月21日—），福建省石狮市人，中国女演員。

## 生平
在被发掘主演《你没有十六岁》后，她作为童星出道，后就读在中国享有盛誉的中央戏剧学院表演系本科并毕业。她最早在中戏上学期间靠偶像电视剧出名《京港爱情线》、《将爱情进行到底》等，后曾參演电影《独自等待》、《爱情呼叫转移》、《B+侦探》（2011）和《形影不离》（2012），在参演了中国大陆和中国香港的几部热门电视连续剧和专题片后，她首先在中国的观众中赢得了认可，人称“小巩俐”，她和巩俐也毕业于同一所表演院校。
毕业后，她继续扮演各种不同角色，出演及监制了《车四十四》，该片在中国、欧洲和北美获得了好评，并在威尼斯电影节、圣丹斯电影节和戛纳电影节上首映并获奖。
2005年，龚蓓苾在东京电影节出演了好评如潮的《独自等待》。这部独立电影于2005年9月在全国上映，在中国观众中广受欢迎，是那年最受好评和谈论最多的中国电影之一。同年晚些时候，《独自等待》在中国学院奖金鸡奖上获得了包括“最佳影片”在内的多个奖项的提名。龚蓓苾在《独自等待》中令人难忘的表演被《综艺》杂志称为“令人印象深刻”，并引起了好莱坞的注意。她在第12届北京学生电影节上获得了“最受欢迎女演员”提名。
2007年龚蓓苾的假日乐团喜剧《爱情呼叫转移》票房丰收，她又出演了《一线声机》的动作片导演陈木胜的香港翻拍版《保持通话》，并继续出演电视剧。
2010年，龚蓓苾与郭富城合作主演彭顺的惊悚片《B+侦探》。2011年，龚蓓苾与奥斯卡奖得主凯文·斯派西和吴彦祖一同主演伍仕贤的正喜剧／心理悬念片《形影不离》。《形影不离》被《华尔街日报》评为2011年最著名的十部亚洲电影之一。
龚蓓苾之后出现在中国的几部连续剧中，最出名的是2015年的《秦时明月》和2016年由她扮演冰后的根据郭敬明改编的通俗幻想小说《幻城》。
2017年，龚蓓苾凭借自己主演的独立剧《缺失的爱》获得北京青年电影节评委会最佳女主角奖。她还参与了热播的电视剧《择天记》和孙悟空喜剧《大话西游之爱你一万年》，扮演铁扇公主。在幕后，她是暑期魔幻喜剧《反转人生》的联合制片人。
2018年，龚蓓苾主演了在中国和后来的亚马逊Prime拥有7亿多观看量的电视剧《烈火如歌》，以及共同出演出人意料大火的暑期大片《我不是药神》。龚蓓苾在2020年分饰两角的《汉南夏日》在釜山电影节上获奖，并正式入选2021年柏林电影节世代部分。
2021年，龚蓓苾出演的独立体育剧《了不起的老爸》在中国票房上表现不错，该片是由马来西亚导演周青元执导的。
龚蓓苾在电视连续剧《新神雕侠侣》中扮演其中一个标志性角色黄蓉，以及参演另外两部中国电视剧《盛装》和《请叫我总监》。2023年，她出演了热播电视剧《去有风的地方》，饰演刘亦菲严厉但充满爱心的姐姐。
她还参演贾樟柯出品的《一刀天堂》与段奕宏搭档，该剧于2024年上映。

## 个人生活
中国北京中央戏剧学院戏剧文学学士。她能说普通话、閩南语（泉漳片）、英语。

## 部分主要作品

### 电视剧
- 1998年 《星星月亮太阳》 飾 亮星
- 1999年 《康熙微服私访记3·锦袍记》飾 李婉秋
- 2000年 《八岁龙爷闹东京》飾 张菁
- 2001年 《談談情·練練武》飾 何丹
- 2010年 《赵丹》
- 2014年 《不可思议的夏天》（網絡劇）
- 2015年 《我的婚姻谁做主》飾 张静姝
- 2015年 《秦时明月》飾 雪女
- 2016年 《幻城》飾 冰后
- 2017年 《云巅之上》飾 歐陽夫人
- 2017年 《择天记》飾 白后（客串）
- 2017年 《大话西游之爱你一万年》飾 铁扇公主
- 2018年 《烈火如歌》飾 暗夜絕（艷娘）
- 2018年 《密查》 饰 黎英
- 2019年 《重耳傳奇》（2016年拍攝）飾 允姬
- 2019年 《亲爱的老板》（2014年拍攝，原名《恶老板》）飾 方芳
- 2020年 《漂亮书生》（網絡劇）飾 文氏（客串）
- 2020年 《如意芳霏》飾 柳如意
- 2021年 《我在他乡挺好的》飾 卢以宁（客串）
- 2022年 《盛装》飾 秦敏
- 2022年 《请叫我总监》飾 石總
- 2023年 《去有风的地方》飾 許紅米
- 2023年 《故乡，别来无恙》飾 Rebecca（客串）
- 2023年 《似火流年》（2019年拍攝，網絡劇）飾 麗姐
- 2024年 《承欢记》飾 張培生（客串）
- 2025年 《深情眼》飾 李凌白
- 待播 《玫瑰丛生》（網絡劇）
- 待播 《新神雕侠侣》飾 黄蓉
- 待播 《喀什古城》

### 电影
1. 《你没有十六岁》 (1994)
2. 《京港爱情线》 (1997)
3. 《杭州王爷》 (1998)
4. 《非常爱情》 (1998)
5. 《康熙微服私访记3》 (2000)
6. 《车四十四》 (2001)
7. 《独自等待》 (2004)
8. 《疑神疑鬼》 (2005)
9. 《爱情呼叫转移》 (2007)
10. 《保持通话》 (2008)
11. 《建国大业》 (2009)
12. 《B+侦探》 (2011)
13. 《形影不离》 (2012)
14. 《石器时代之百万大侦探》 (2013)
15. 《神通佛影》 (2014)
16. 《飞跃地心》 (2014)
17. 《之旅》 (2014)
18. 《缺失的爱》 (2017) * 赢得北京青年电影节最佳女演员奖
19. 《我不是药神》 (2018) 饰 程勇前妻
20. 《我和我的祖国》 (2019)
21. 《宠爱》 (2019)
22. 《汉南夏日》 (2020)[9][10][11][12]
23. 《了不起的老爸》 (2021)
24. 《断·桥》 (2022)
25. 《不虚此行》 (2023)
26. 《抬头见喜》 (2023)（網絡電影）
27. 《一刀天堂》 (2024)
28. 《爆款好人》 (2024) 饰 袁蓉